# كييل اولوفسون
كييل اولوفسون (بالسويدية: Kjell Olofsson)‏ (23 يوليو 1965 بغوتنبرغ في السويد - ) هو لاعب كرة قدم سويدي في مركز الهجوم. لعب مع دندي يونايتد ونادي أورغريته ووارتا بوزنان وMoss FK ‏ وSK Sprint-Jeløy ‏ وفاسترا فرولندا ‏.

## وصلات خارجية
- كييل اولوفسون على موقع اتحاد النرويج (النرويجية)
- كييل اولوفسون على موقع قاعدة بيانات كرة القدم.إي يو (الإنجليزية)
- كييل اولوفسون على موقع Soccerbase.com (لاعب) (الإنجليزية)
- كييل اولوفسون على موقع عالم كرة القدم.نت (الإنجليزية)